# Hitchcock (Texas)
Hitchcock is een plaats (city) in de Amerikaanse staat Texas, en valt bestuurlijk gezien onder Galveston County.

## Demografie
Bij de volkstelling in 2000 werd het aantal inwoners vastgesteld op 6386.
In 2006 is het aantal inwoners door het United States Census Bureau geschat op 7265, een stijging van 879 (13.8%).

## Geografie
Volgens het United States Census Bureau beslaat de plaats een oppervlakte van
238,3 km², waarvan 172,1 km² land en 66,2 km² water. Hitchcock ligt op ongeveer 5 m boven zeeniveau.

## Plaatsen in de nabije omgeving
De onderstaande figuur toont nabijgelegen plaatsen in een straal van 12 km rond Hitchcock.